# Un colt et le diable
Pour plus de détails, voir Fiche technique et Distribution.
Un colt et le diable (Anche nel West c'era una volta Dio) est un western spaghetti hispano-italien sorti en 1968, réalisé par Marino Girolami sous le pseudonyme de Dario Silvestri.

## Synopsis
Bob Ford est en fuite : il a sur lui la carte d'un trésor caché, qu'il volée à ses complices. Il a le temps de la cacher avant de mourir. Elle est trouvée par un enfant, Tommy, mais aussitôt volée par un homme mystérieux. Un groupe part alors à la recherche du trésor, avec Tommy, son oncle Pink et Ceralbo, un mexicain, sous la direction de Chasquisdo. Ils parviendront à échapper à la bande et à récupérer le trésor.

## Fiche technique
- Titre français : Un colt et le diable[1]
- Titre original italien : Anche nel West c'era una volta Dio
- Titre original espagnol : Entre dios y el diablo[2]
- Réalisation : Marino Girolami, sous le pseudo de Dario Silvestri
- Scénario : Tito Carpi, Manuel Martínez Remís, Amedeo Sollazzo
- Genre : western spaghetti
- Musique : Carlo Savina
- Production : Marino Girolami pour Circus Film, R.M. Films
- Photographie : Alberto Fusi, Pablo Ripoll
- Format d'image : 2.35:1
- Montage : Antonio Jimeno
- Durée : 91 minutes
- Effets spéciaux : Antonio Molina, Erasmo Baciucchi
- Décors : Nicola Tamburro, Cruz Baletzena
- Costumes : Angiolina Menichelli
- Maquillage : Gianni Amadei, Ricardo Vasquez
- Pays de production :  Espagne,  Italie
- Langue originale : italien
- Année de sortie : 1968
  - France : 10 juin 1970[1]

## Distribution
- Richard Harrison : padre Pat Jordan
- Gilbert Roland : Juan Chasquisdo
- Enio Girolami : Marcos Serralbo
- Roberto Camardiel : oncle Pink
- Humberto Sempere : Tommy
- Folco Lulli : colonel Bob Ford
- Dominique Boschero : Marta
- Raf Baldassarre : Butch, le chef de bande
- Gonzalo Esquiros
- José Luis Lluch : un bandit avec Butch
- Rocco Lerro : un bandit avec Butch
- Mirella Pamphili

## Critique
La critique est assez dure avec ce film, désignant l'intrigue comme « puérile ».